# Ceratomyxa lata
Ceratomyxa lata is een microscopische parasiet uit de familie Ceratomyxidae. Ceratomyxa lata werd in 1921 beschreven door Dunkerley. 